# Milà-Sanremo 1987
La Milà-Sanremo 1987 fou la 78a edició de la Milà-Sanremo. La cursa es disputà el 21 de març de 1987 i va ser guanyada pel suís Erich Maechler, que s'imposà en solitari a la meta de Sanremo.
273 ciclistes hi van prendre part, acabant la cursa 160 d'ells.

## Classificació final
|    | Ciclista            | Equip                    | Temps      |
| -- | ------------------- | ------------------------ | ---------- |
| 1  | Erich Maechler      | Carrera Jeans            | 7h 00' 52" |
| 2  | Eric Vanderaerden   | Panasonic - Merckx - Agu | + 06"      |
| 3  | Guido Bontempi      | Carrera Jeans            | + 08"      |
| 4  | Sean Kelly          | KAS                      | m. t.      |
| 5  | Giuseppe Calcaterra | Atala-Ofmega             | m. t.      |
| 6  | Teun van Vliet      | Panasonic - Merckx - Agu | m. t.      |
| 7  | Paul Popp           | Paini-Bottecchia-Sidi    | m. t.      |
| 8  | Franco Chioccioli   | Gis Gelati-Jollyscarpe   | m. t.      |
| 9  | Dag Erik Pedersen   | Ariostea                 | m. t.      |
| 10 | Rolf Sørensen       | Remac-Fanini             | m. t.      |